# 三橋千禾子
三橋千禾子（日语：みつはしちかこ，1941年1月30日—），日本漫畫家，結婚後戶籍上改姓青木。

## 經歷
出生於茨城縣石岡市，1歳時搬家到東京都中野區，幼兒時起便喜歡繪圖、漫畫跟詩。
東京都立武藏丘高等學校畢業後，在動畫公司工作，1962年開始於少女雜誌《美しい十代》上連載著名代表作《戀愛物語》（小さな恋のものがたり，台灣曾由偉翔出版公司發行授權中文版，但僅發售3冊即告中斷），歷經52年連載期間，以全43冊單行本完結（但後來仍有陸續出版故事後續發展的新集數單行本）。1988年於朝日新聞連載另一部代表作《ハーイあっこです》，這兩部長篇連載皆改編為動畫及真人版電視劇。
《戀愛物語》於1977年榮獲日本漫畫家協會賞的優秀賞，2015年榮獲手塚治虫文化賞特別賞、日本漫畫家協會賞的文部科學大臣賞。